# وزارة العلوم والتكنولوجيا والابتكار (البرازيل)
وزارة العلوم والتكنولوجيا والابتكار (بالبرتغالية: Ministério da Ciência, Tecnologia e Inovação‏) في البرازيل هي وزارة في مجلس الوزراء التي تنسق أنشطة العلوم والتكنولوجيا والابتكار في البلاد. يرأسها وزير العلوم والتكنولوجيا والابتكار.

## وكالات تابعة للوزارة
- وكالة الابتكار البرازيلية
- المجلس الوطني للتطوير العلمي والتكنولوجي
- الهيئة الوطنية للطاقة النووية
- المركز البرازيلي لأبحاث الفيزياء
- المعهد الوطني لأبحاث الفضاء
- وكالة الفضاء البرازيلية
- المختبر الوطني البرازيلي للحساب العلمي
- المعهد الوطني للرياضيات البحتة والتطبيقية
- المختبر الوطني البرازيلي للسنكروترون لايت
- مركز ريناتو آرتشر للأبحاث
- المعهد الوطني لأبحاث الأمازون